# Kanton Neuenkirchen (Distrikt Osnabrück)
Der Kanton Neuenkirchen war in der Franzosenzeit von 1807 bis 1810 eine Verwaltungseinheit im Königreich Westphalen. Sein Hauptort war Neuenkirchen, ein heutiger Stadtteil von Melle im Landkreis Osnabrück in Niedersachsen.

## Geschichte
Das Gebiet des Kantons Neuenkirchen gehörte bis zur Franzosenzeit zum Amt Grönenberg im Hochstift Osnabrück. Er wurde 1807 im Rahmen der Einführung französischer Verwaltungsstrukturen im Distrikt Osnabrück des Departements der Weser gebildet. Er hatte im Jahr 1808 6.840 Einwohner und umfasste die folgenden Orte:
| - Bennien - Döhren - Groß Aschen - Holterdorf - Hoyel - Insingdorf | - Königsbrück - Krukum - Küingdorf - Neuenkirchen - Ostenfelde - Redecke | - Riemsloh - St. Annen - Schiplage - Suttorf - Warmenau - Westendorf |

Mit der Annexion großer Teile Norddeutschlands durch Napoleon Bonaparte fiel auch das gesamte Gebiet des Kantons Neuenkirchen an Frankreich. Der Kanton ging dabei im vergrößerten Kanton Melle auf, der nun zum Arrondissement Osnabrück im Departement der Oberen Ems gehörte. Sein Gebiet wurde in drei Mairien (Bürgermeistereien) gegliedert:
- Mairie Neuenkirchen mit Neuenkirchen, Suttorf, Holterdorf, Königsbrück, Küingdorf, Redecke, Insingdorf und Ostenfelde
- Mairie St. Annen mit St. Annen, Schiplage und Warmenau
- Mairie Riemsloh mit Riemsloh, Krukum, Döhren, Westendorf, Bennien, Westhoyel, Hoyel und Groß Aschen

Nach der Niederlage Napoleons und dem Abzug der Franzosen im Jahre 1813 fiel das Gebiet durch die Beschlüsse des Wiener Kongresses 1815 an das Königreich Hannover und kam dort zum Amt Grönenberg.